# Веэво, Лембит
Ле́мбит Ве́эво (эст. Lembit Veevo; 16 декабря 1926, Тарту, Эстония — 29 декабря 2000, Таллин, Эстония) — советский и эстонский композитор. Сочинял хоровую и симфоническую музыку, а также музыку к фильмам.

## Биография
Родился 16 декабря 1926 года в Тарту.
В 1956 году окончил Таллинскую музыкальную школу по специальности «теория музыки и хоровое дирижирование» у преподавателя Хельви Вооре, в 1961 году окончил Таллинскую консерваторию по специальности «композиция» у Виллема Каппа.
В качестве преподавателя музыки работал в Таллинской детской музыкальной школе в 1956—1961 годах и в Таллинской музыкальной школе имени Георга Отса с 1961 года.
Член Союза композиторов Эстонии с 1961 года.
Песни композитора «Мои соплеменники» (эст. Minu hõimud, 1985) и «Летний ветер» (эст. Suvine tuul, 2009) исполнялись на эстонских праздниках песни. Песни для хора и эстрадные песни были отмечены наградами на музыкальных конкурсах. Написал музыку к 8 художественным фильмам.
Умер 29 декабря 2000 года в Таллине. Похоронен на таллинском кладбище Метсакальмисту. Могила композитора имеет культурно-историческое значение.

## Музыка к фильмам
- 1962 — Ледоход / Jääminek
- 1963 — Оглянись в пути / Jäljed
- 1965 — Им было восемнадцать / Me olime 18-aastased
- 1967 — Полуденный паром / Keskpäevane praam
- 1968 — Безумие / Hullumeelsus
- 1971 — Берег ветров / Tuuline rand
- 1972 — Сойти на берег / Maaletulek
- 1980 — Лесные фиалки / Metskannikesed

## Музыка к театральным постановкам
- 1963 ― музыка к спектаклю «Питер Пен» по пьесе Д. М. Барри «Питер и Венди»
- 1968 ― песня Венди для спектакля «Питер Пен»
- 1971 ― музыка к спектаклю «Голый король» по пьесе Е. Шварца
- музыка к кукольному спектаклю «Волшебная дудочка» в постановке Юхана Кангиласки[эст.]

## Избранные произведения
Для симфонического оркестра
- 1962 — Тени (симфоническая поэма)

Для духового оркестра
- Вперед, ребята! (полька)
- 1975 — Полька старого боцмана
- 1980 ― Праздничные фанфары
- 1987 — К юбилею (праздничный вальс)

Для скрипки с оркестром
- 1960 — Элегия

Для ансамбля
Дуэты:
- 1954 — Мелодия
- 1955 — Мужская мода Муху (на основе народных песен острова Муху)
- 1956 — Сонатина
- 1984 — Соната для кларнета
- 1997 — Recitando

Квартеты:
- 1960 ― Квартет деревянных духовых инструментов
- 1984 — Квартет саксофонов

Духовые квинтеты:
- 1969 ― Духовой квинтет

Секстеты:
- 1985 — Концертино

Для джазового ансамбля
- 1996 ― Часы тик-так

Для инструмента-соло
Для кларнета:
- 1981 — Три музыкальных момента

Для фортепиано:
- 1953 — В часы досуга
- 1954 ― Раздумье
- 1957 ― Три контраста
- 1958 — Вариации в ре миноре
- 1959 — Сонатина ми минор
- 1966 — Четыре мгновения
- 1979 ― Пять музыкальных картин по мотивам произведений Антона Хансена Таммсааре
- 1986 — Сонатина ля минор
- 1997 — Recitando

Для аккордеона:
- 1976 ― Экспромт
- 1976 ― Sospirando
- 1988 — На качелях

Для гитары:
- 1978 ― Экспромт
- 1979 ― Анданте
- 1980 ― Февраль

Народная музыка
- 1971 ― Пюхаярв / Pühajarv
- 1970 ― Col fagotto
- Эстонский вальс / Eesti valss (на основе эстонских народных песен)
- Игра волн / Lainete mäng (музыка для ансамбля народного танца Ильмы Адамсон)

Популярная музыка
Для эстрадного оркестра:
- 1963 ― Прохладные сумерки
- 1964 ― Лето
- 1966 — Сувенир
- 1966 ― Осеннее эхо
- 1967 — Старый способ

Популярные песни
- 1955 — Серенада колхозника / Kolhoositari serenaad
- 1957 — Дождливым вечером / Nääriõhtul
- 1958 ― Снегопад / Lumesadu
- 1959 — Наши дни / Meie päevad
- 1960 — Музыканту / Pillimehele
- 1960 — Почему тебе холодно? / Miks oled külm?
- 1962 — Как хорошо! / Kui hea!
- 1964 — Лыжи поют / Suusad laulavad
- 1964 — Песня от труде / Laul tööst
- 1966 ― Старая песня / Vana laul
- 1966 ― Песня летней ночи / Suveöö laul
- 1966 — Ноктюрн / Nokturn
- 1966 — Разговор с самим собой / Kõnelus iseendaga
- 1967 — Летний день / Suvepäev
- 1967 — Я ― друг / Ma olen sõber
- 1967 — Песня о старике из Юлемисте / Laul Ülemiste vanakesest
- 1968 — История дождливого дня / Vihmase päeva lugu
- 1968 — Обычные люди / Igapäevased inimesed
- 1970 — Не спрашивай / Ära küsi
- 1971 — Я вижу твои глаза / Su silmi näen
- 1972 — Как всегда / Nagu ikka
- 1972 — Романс/ Romanss
- 1972 — Моя дорогая / Mu kallis
- 1972 — О чём поёт море / Millest meri laulab
- 1972 — Три друга / Kolm sõpra
- 1972 — Ещё нет / Ei veel
- 1973 — Колесо танца / Tantsuratas
- 1973 — Глаза / Silmad
- 1973 — По этой же причине / Selle sama asja pärast
- 1973 — День без тебя / Päev sinuta
- 1974 — Царская игра / Tsaarimäng
- 1974 — Чтобы стать трубочистом / Et hakata korstnapühkijaks
- 1977 — Как долго служат траншеи? / Kaua kestavad kaevikud?
- 1981 — Человек и чайка / Mees ja kajakas
- 1982 — Зов Мульгимаа / Mulgimaa kutse
- 1982 — На Кассари / Kassaril
- 1983 — Песня профучилищ / Kutsekoolide laul
- 1983 — Звенит песня / Heliseb laul
- 1983 — Песнь любви / Armastuslaul
- 1984 — Мой дом ― страна песен / Minu kodu on laulumaa
- 1984 — Солнце садится на дно морское / Meresängi päike vajus
- 1985 — И земля ждёт / Ja maa on ootus
- 1986 — Я ныряю в море / Sukeldun merre[4]